# Quy Nhơn Bình Định FC
El SQC Bình Ðịnh es un equipo de fútbol de Vietnam que compite en la V.League 2, la segunda categoría del fútbol en el país.

## Historia
Fue fundado en el año 1975 en la ciudad de Quy Nhon y ha tenido varios nombre en su historia, como Pisico Binh Dinh y Boss Binh Dinh por razones de patrocinio. Nunca ha sido campeón de la V.League 1 hasta la fecha, aunque ha ganado el título de Copa en 2 ocasiones en 3 finales jugadas. Además, ha participado en dos ediciones de la Supercopa, aunque no ha logrado alzarse con el título en ninguna de ellas.
A nivel internacional ha participado en 2 torneos continentales, donde hasta el momento no ha podido superar la Primera Ronda.
Descendió en la Temporada 2008 tras perder la serie de Playoff ante el TDCS Dong Thap con marcador de 1-0.

## Palmarés
- Copa de Vietnam: 2

2003, 2004
- - Finalista: 1

2007
- Supercopa de Vietnam: 0
  - Finalista: 2

2003, 2004

## Participación en competiciones de la AFC
| Temporada | Torneo               | Ronda   | Club                  | Casa | Visita | Global   |
| --------- | -------------------- | ------- | --------------------- | ---- | ------ | -------- |
| 2004      | AFC Champions League | Grupo G | Yokohama F. Marinos   | 0–3  | 0–6    | 4° lugar |
| 2004      | AFC Champions League | Grupo G | Seongnam Ilhwa Chunma | 1–3  | 0–2    | 4° lugar |
| 2004      | AFC Champions League | Grupo G | Persik Kediri         | 2–2  | 0–1    | 4° lugar |
| 2005      | AFC Champions League | Grupo G | Busan I'Park          | 0–4  | 0–8    | 4° lugar |
| 2005      | AFC Champions League | Grupo G | Persebaya Surabaya    | 0–0  | 0–1    | 4° lugar |
| 2005      | AFC Champions League | Grupo G | Krung Thai Bank F.C.  | 1–2  | 1–0    | 4° lugar |